# Beregama aurea
Beregama aurea là một loài nhện trong họ Sparassidae.
Loài này thuộc chi Beregama. Beregama aurea được Ludwig Carl Christian Koch miêu tả năm 1875.